# 橘里依
橘 里依（たちばな りい、1998年9月6日 - ）は、日本の女優。長崎県佐世保市出身。ヴァカーエンターテインメント所属。

## 人物
- 身長169cm。靴のサイズは24.5cm。
- ピアスホールは開けるのが怖いため開けていない。
- 骨格はナチュラル。
- 特技はダンスと声優さんの声だけで誰の声かわかること。[2]
- 幼少期からダンスを習っており、『ヒップホップ』『ジャズヒップホップ』『ハウス』『パンキング』『ロック』『ソウル』など、色々なジャンルを踊ることができる。
- 趣味はアクセサリーを作ること、チョコを食べること、寝ること、映画・アニメ鑑賞、カメラ。 [3] [2]
- 好きなものは、甘い食べ物（特にチョコレート）、アニメ、声優、ファッション。歌手のLiSAの大ファン。[3]
- 辛いものが苦手。
- ファンの総称は、ショコラ。Chocola+rii(略してC+R)は、ショコラとりぃ(橘里依)を意味している。[4]

## 来歴

### 2017年
- 4月1日 トライアングルに所属

### 2021年
- 3月31日 トライアングルを退所[5]

- 10月1日 ヴァカーエンターテインメントに所属[6]

## 出演

### 舞台
- 東京ワンピースタワー ONE PIECE LIVE ATTARACTION〝3〟「PHANTOM」のアン役を演じる。（2017年4月29日 - 2018年4月15日）

- 東京ワンピースタワー ONE PIECE LIVE ATTARACTION〝4〟「PHANTOM」のナミ役を演じる。（2018年4月21日 - 2019年4月7日）

- 東京ワンピースタワー ONE PIECE LIVE ATTARACTION〝5〟「MARIONETTE」のナミ役を演じる。（2019年4月24日 - 2020年3月8日、2020年3月22日 - 2020年7月31日）

- CONTE STAGE「煙突のある街」に出演。（2020年10月16日 - 2020年10月18日）

- CONTE STAGE「休日の夢」に出演。（2020年11月13日 - 2020年11月16日）

- 草月ホールで2.5次元ダンスライブ「ツキウタ。」ステージ Girl's Side MEGASTA.（通称：メガステ）の花園 雪役を演じる。（2021年4月7日 - 2021年4月11日）[7]

- 日暮里d-倉庫で攪拌の安達 優香役を演じる。（2021年7月13日 - 2021年7月18日）[8]

- 日暮里d-倉庫で劇団オモテナシ 第7回公演『碧い湖に住むニーナ』の渡辺 萌菜役を演じる。（2021年11月11日 - 2021年11月14日）[9]

- グラブルフェス2021 スペシャルショー 蒼の軌跡 -Recursion＆Reunion- でジュリエット役を演じる。（2021年12月12日）[10]

- シアターサンモールで劇団TEAM-ODAC第39回本公演『舞台・破天荒フェニックス〜いつだって始まっている〜』の猪俣朱美役を演じる。（2022年6月1日 - 2022年6月5日）[11]

- 東京モザイク主催のTモザSUNDAYで魔性の敏腕マネージャー 橘里依役を演じる。（2022年7月31日）[12]

- アトリエファンファーレ東池袋で音劇episode1 コンビニエンスマンBB ～ぼくら日和～ のアヤ役を演じる。（2022年9月23日 - 2022年10月2日）[13]

- 原宿ベルエポックホールで東京モザイク第1回本公演 PLAYBALL！完全版「裏切りの荒野」の魔性の敏腕マネージャー 橘里依役を演じる。（2022年10月1日）

- 新宿アルタKeyStudioで朗読劇 ルームシェアの恩人のナギサ役を演じる。(2022年11月1日)[14]

- 新宿村LIVEで2.5次元ダンスライブ「ツキウタ。」ステージ Girl's Side MEGASTA. Episode2「Goodbye my dear Frenemy.」（通称：メガステ ep2）の花園 雪役を演じる。(2022年12月17日-2022年12月25日)[15]

- シアターサンモールでLily Project  第1弾公演 アサルトリリィ × 私立ルドビコ女学院「シュベスターの祈り」の一之宮・ミカエラ・日葵役を演じる。(2023年5月18日-2023年5月21日)[16]

- 池袋西口GEKIBAで朗読劇 コインランドリーカタルシスの君役と女役を演じる。(2023年6月23日-2023年6月25日)[17]

- アトリエファンファーレ東新宿で東京モザイクプロデュース 感謝祭公演 FINAL GAME!「約束」の魔性の敏腕マネージャー 橘里依役を演じる。（2023年10月1日）

- オメガ東京で「ひなた高校演劇部」THE⭐︎STAGEの佐々木陽葵役を演じる。（2023年10月31日-2023年11月5日）[18]

- 劇団オモテナシ「令和7年 春」（2025年5月8日-2025年5月11日）[19]

- ラゾーナ川崎プラザソル「キューピット・パラサイト The Stage」のリネット・ミラーを演じる[20]。（2025年7月）

- “Pretty Guardian Sailor Moon” The Super Liveのセーラージュピター / 木野まことを演じる（2025年10月9日 - 13日〈予定〉）[21]

### テレビ
- ペアキュン「蛙亭の勝手にドラマ」に出演。（2021年9月23日）
- TOKYO MX（エムキャス）、ＢＳ日テレ プロステTV メガステ編に出演。（2022年2月23日、2022年3月2日）[22]
- テレビ大阪 まったり!赤胴鈴之助 第10話に女性社員役で出演。（2022年3月12日）
- テレビ朝日 全力坂に出演。馬喰坂を全力完走。(2022年11月1日)[23]
- テレビ朝日 全力坂に出演。目黒一丁目の坂を全力完走。(2022年11月9日)[24]
- BSテレ東、テレビ大阪 婚活食堂 第10話に田中凪咲（たなかなぎさ）役（武林ゼミの院生）として出演。(2023年6月25日)[25]

### ラジオ
- 渋谷のラジオの学校 月曜良ければ全て良き(笑)（通称：げつよき）のレギュラーパーソナリティを小島瑠奈さんと務める。（2020年4月6日 - 2020年9月28日）

- 渋谷のラジオの惑星 げつよきのレギュラーパーソナリティを小島瑠奈さんと務める。（2020年10月5日 - 2020年10月26日）

### CM
- 島根県江津市にある有福温泉のPR映像に出演。（2021年12月29日）[26] [27] 有福温泉のPR映像は、山陰広告賞2022 動画部門 銀賞を受賞[28]

- WareX(ウェアエックス)のCMに出演。（2022年6月18日）[29]

### MUSIC VIDEO
- アニメ「TIGER & BUNNY 2」EDテーマであるanoさんのAIDAに出演。（2022年4月8日）[30]
- 長澤知之 feat.松崎ナオ「ぼくも」（2023年10月11日）[31]

### モデル
- Brandnewomanの振袖モデルを務める。ソニックシティ成人式大展示会に撮影した写真が展示される。（2022年5月3日 - 2022年5月6日）[32]
- さいたまスーパーアリーナ振袖大展示会に撮影された写真が展示される。（2022年8月11日 - 2022年8月14日）[33]

### イベント
- 東京タワー近くのKIZASU.Loungeで【橘生誕祭】chocola+rii ファンミーティング vol.2を開催。（2021年9月20日）
- 新大久保エンタメカフェで、しょこりぃのクリパ2021を開催。ゲストで茉依さんが参加。（2021年12月25日）[34]
- 新宿４４FANTASYホールで、おとなの女子会 みんなで瑠奈ちゃんをお祝い！今夜限りの『げつよき』復活！！にゲスト出演。（2022年6月10日）[35]
- 美少女甲子園Vol.5のグランプリ獲得の特典として作成した橘里依1st写真集『STORii』発売記念イベントを開催。（2022年8月7日）[36]
- 新大久保エンタメカフェで【橘生誕祭】chocola+rii ファンミーティング vol.3を開催。ゲストで同郷のほぬさんが参加。（2022年9月11日）[37]
- Colony#15 高田馬場で【ショコラの日】chocola+rii ファンミーティング vol.4を開催。(2023年2月12日)[38]
- 埼玉県大和田にあるカフェ『KOTOHOGI』の座談会にゲストとして出演。（2023年3月26日）[39]
- LOFT9 shibuyaでアサルトリリィ「リリィプロジェクト」トークイベント「ルド女予備校事前学習講座」に出演。バナナキャラが誕生する。(2023年4月27日) [40] [41]
- あぐれあーぶるで体感型レストラン 夢の飛行船にリーダー りっちゃん役で出演。(2023年5月27日-5月28日) [42] [43]
- Colony#15 高田馬場で【橘生誕祭】chocola+rii ファンミーティング vol.5を開催。(2023年9月9日)[44]

### その他
- ツキプロチャンネル48時間生配信2021のリーダーズ回とFluna回に出演。（2021年11月6日 - 2021年11月7日）[45]

- 渋谷ギャラリー・ルデコ　3F〜5F&B1Fで開催された写真展『はじまりの、役者100人展』に参加。（2021年12月23日 - 2021年12月29日）[46]
- Short Voice Dram『To→You』22年度第10弾マンスリーゲスト出演。（2022年1月12、19、26日（28話 - 30話） ）[47]
- YouTubeチャンネル【クラウスダンスアカデミー】でWA DA DA (ワダダ）が公開。（2022年1月19日）[48]
- 美少女甲子園Vol.5のグランプリを獲得。（2022年4月1日）[49] ※5000リツイート獲得&91万インプレッション獲得(Twitter)
- YouTubeチャンネル【クラウスダンスアカデミー】で根も葉もRumorが公開。（2022年4月9日）[50]
- YouTubeチャンネル モザイク東京　Happy Birthday to You!　―mosaique‐Tokyo―で朗読リレーが公開。（2022年4月20日）[51]
- YouTubeチャンネル【クラウスダンスアカデミー】でNiziU ”ASOBO” サビ フル解説が公開。（2022年5月4日）[52]
- YouTubeチャンネル【クラウスダンスアカデミー】でCMやTikTokで話題の「香るどダンス」を反転で振付解説が公開。（2022年5月11日）[53]
- メガステ Tik Tok Live！に出演。(2022年10月22日)
- 美少女甲子園写真展に写真が掲載される。(2022年10月23日)[54]
- ツキプロ48時間アオハルTVのリーダーズ回とFluna回に出演。（2022年11月5日）[55]
- 東京芸術劇場 ギャラリー２＆アトリエウエストと同時代ギャラリー ギャラリー＆ギャラリービス＆コラージュブリュスで開催された写真展『うたう！役者100人展！！』に参加。（(東京)2022年12月23日 - 2021年12月27日、2023年1月4日 - 2023年1月9日、(京都)2023年1月31日 - 2023年2月5日）[56]
- 美少女甲子園Vol.5のグランプリ特典のアドトラックが渋谷、新宿、池袋を走行。(2023年2月18日)[57]
- 美少女甲子園Vol.5のグランプリ特典の大型ビジョン(港区赤坂TSUMIGIビル)で動画が放映。(2023年2月19日)

## 書籍

### 写真集
- STORii ～ 橘里依 1st 写真集 ～（2022年8月7日）[58]